# WTA Tour 1984
Die WTA Tour 1984 (offiziell: Virginia Slims World Championships Series 1984) war der 14. Jahrgang der Damentennis-Turnierserie, die von der Women’s Tennis Association ausgetragen wird. Sie umfasste 53 Turniere.
Der Teamwettbewerb Federation Cup wird wie die Grand-Slam-Turniere nicht von der WTA, sondern von der ITF organisiert. Er wird dennoch aufgeführt, da die Spitzenspielerinnen auch dort in der Regel spielen.

## Turnierplan
| Kategorie          |
| ------------------ |
| Grand Slam         |
| Tour Championships |

| Sonstige       |
| -------------- |
| Federation Cup |

### Erklärungen
Die Zeichenfolge von z. B. 128E/96Q/64D/32M hat folgende Bedeutung:

128E = 128 Spielerinnen spielen im Einzel

96Q = 96 Spielerinnen spielen die Qualifikation

64D = 64 Paarungen spielen im Doppel

32M = 32 Paarungen spielen im Mixed

### Januar
| Datum 1 | Turnier                                                                                         | Siegerin                              | Finalgegnerin                   | Ergebnis      |
| ------- | ----------------------------------------------------------------------------------------------- | ------------------------------------- | ------------------------------- | ------------- |
| 02.01.  | Ginny of Nashville Nashville, Vereinigte Staaten 50.000 $ Hartplatz (Halle) – 32E/26Q/16D       | Jenny Klitch                          | Pam Teeguarden                  | 6:2, 6:1      |
| 02.01.  | Ginny of Nashville Nashville, Vereinigte Staaten 50.000 $ Hartplatz (Halle) – 32E/26Q/16D       | Sherry Acker Candy Reynolds           | Mary-Lou Piatek Paula Smith     | 5:7, 7:6, 7:6 |
| 02.01.  | Virginia Slims of Washington Washington, Vereinigte Staaten 150.000 $ Teppich (Halle) – 32E/16D | Hana Mandlíková                       | Zina Garrison                   | 6:1, 6:1      |
| 02.01.  | Virginia Slims of Washington Washington, Vereinigte Staaten 150.000 $ Teppich (Halle) – 32E/16D | Barbara Potter Sharon Walsh           | Leslie Allen Anne White         | 6:1, 6:7, 6:2 |
| 09.01.  | Virginia Slims of California Oakland, Vereinigte Staaten 150.000 $ Teppich (Halle) – 32E/16D    | Hana Mandlíková                       | Martina Navratilova             | 7:6, 3:6, 6:4 |
| 09.01.  | Virginia Slims of California Oakland, Vereinigte Staaten 150.000 $ Teppich (Halle) – 32E/16D    | Martina Navratilova Pam Shriver       | Rosie Casals Alycia Moulton     | 6:2, 6:3      |
| 09.01.  | Ginny of Central Pennsylvania Hershey, Vereinigte Staaten 50.000 $ Teppich (Halle) – 32E/16D    | Catarina Lindqvist                    | Beth Herr                       | 6:4, 6:0      |
| 09.01.  | Ginny of Central Pennsylvania Hershey, Vereinigte Staaten 50.000 $ Teppich (Halle) – 32E/16D    | Kateřina Skronská Marcela Skuherská   | Ann Henricksson Nancy Yeargin   | 6:1, 6:3      |
| 16.01.  | Ginny of Denver Denver, Vereinigte Staaten Hartplatz – 32E/16D                                  | Mary-Lou Piatek                       | Kim Sands                       | 6:1, 6:1      |
| 16.01.  | Ginny of Denver Denver, Vereinigte Staaten Hartplatz – 32E/16D                                  | Anne Hobbs Marcella Mesker            | Sherry Acker Candy Reynolds     | 6:2, 6:3      |
| 23.01.  | Avon Cup Marco Island, Vereinigte Staaten 100.000 $ Sandplatz – 32E/16D                         | Bonnie Gadusek                        | Kathleen Horvath                | 3:6, 6:0, 6:4 |
| 23.01.  | Avon Cup Marco Island, Vereinigte Staaten 100.000 $ Sandplatz – 32E/16D                         | Hana Mandlíková Helena Suková         | Anne Hobbs Andrea Jaeger        | 3:6, 6:2, 6:2 |
| 23.01.  | Ginny of Pittsburgh Pittsburgh, Vereinigte Staaten 50.000 $ Teppich (Halle) – 32E/16D           | Andrea Leand                          | Pascale Paradis                 | 0:6, 6:2, 6:4 |
| 23.01.  | Ginny of Pittsburgh Pittsburgh, Vereinigte Staaten 50.000 $ Teppich (Halle) – 32E/16D           | Christiane Jolissaint Marcella Mesker | Anna Maria Fernández Trey Lewis | 7:6, 6:4      |
| 30.01.  | Virginia Slims of Houston Houston, Vereinigte Staaten 150.000 $ Teppich (Halle) – 32E/16D       | Hana Mandlíková                       | Manuela Maleewa                 | 6:4, 6:2      |
| 30.01.  | Virginia Slims of Houston Houston, Vereinigte Staaten 150.000 $ Teppich (Halle) – 32E/16D       | Mima Jaušovec Anne White              | Barbara Potter Sharon Walsh     | 6:4, 3:6, 7:6 |
| 30.01.  | Ginny of Indianapolis Indianapolis, Vereinigte Staaten 50.000 $ Teppich (Halle)                 | JoAnne Russell                        | Pascale Paradis                 | 7:6, 6:2      |
| 30.01.  | Ginny of Indianapolis Indianapolis, Vereinigte Staaten 50.000 $ Teppich (Halle)                 | Claudia Monteiro Yvonne Vermaak       | Beverly Mould Elizabeth Sayers  | 6:7, 6:4, 7:5 |

### Februar
| Datum 1 | Turnier                                                                                     | Siegerin                        | Finalgegnerin              | Ergebnis      |
| ------- | ------------------------------------------------------------------------------------------- | ------------------------------- | -------------------------- | ------------- |
| 06.02.  | Virginia Slims of Chicago Chicago, Vereinigte Staaten 150.000 $ Teppich (Halle)             | Pam Shriver                     | Barbara Potter             | 7:6, 2:6, 6:3 |
| 06.02.  | Virginia Slims of Chicago Chicago, Vereinigte Staaten 150.000 $ Teppich (Halle)             | Billie Jean King Sharon Walsh   | Barbara Potter Pam Shriver | 5:7, 6:3, 6:3 |
| 20.02.  | U.S. Indoors Livingston, Vereinigte Staaten 150.000 $ Teppich (Halle)                       | Martina Navratilova             | Chris Evert-Lloyd          | 6:2, 7:6      |
| 20.02.  | U.S. Indoors Livingston, Vereinigte Staaten 150.000 $ Teppich (Halle)                       | Martina Navratilova Pam Shriver | Jo Durie Ann Kiyomura      | 6:4, 6:3      |
| 27.02.  | WTA Championships New York, Vereinigte Staaten Masters – 500.000 $ Teppich (Halle) – 16E/8D | Martina Navratilova             | Chris Evert-Lloyd          | 6:3, 7:5, 6:1 |
| 27.02.  | WTA Championships New York, Vereinigte Staaten Masters – 500.000 $ Teppich (Halle) – 16E/8D | Martina Navratilova Pam Shriver | Jo Durie Ann Kiyomura      | 6:3, 6:1      |

### März
| Datum 1 | Turnier                                                                              | Siegerin                    | Finalgegnerin                   | Ergebnis      |
| ------- | ------------------------------------------------------------------------------------ | --------------------------- | ------------------------------- | ------------- |
| 05.03.  | Bridgestone Doubles Tokio, Japan 200.000 $ Teppich (Halle)                           | Ann Kiyomura Pam Shriver    | Barbara Jordan Elizabeth Sayers | 6:3, 6:7, 6:3 |
| 12.03.  | Virginia Slims of Florida Palm Beach Gardens, Vereinigte Staaten 150.000 $ Sandplatz | Chris Evert-Lloyd           | Bonnie Gadusek                  | 6:0, 6:1      |
| 12.03.  | Virginia Slims of Florida Palm Beach Gardens, Vereinigte Staaten 150.000 $ Sandplatz | Betsy Nagelsen Anne White   | Rosalyn Fairbank Candy Reynolds | 2:6, 6:2, 6:2 |
| 19.03.  | Virginia Slims of Dallas Dallas, Vereinigte Staaten 150.000 $ Teppich (Halle)        | Hana Mandlíková             | Kathy Jordan                    | 7:6, 3:6, 6:1 |
| 19.03.  | Virginia Slims of Dallas Dallas, Vereinigte Staaten 150.000 $ Teppich (Halle)        | Leslie Allen Anne White     | Sandy Collins Elizabeth Sayers  | 6:4, 5:7, 6:2 |
| 26.03.  | Virginia Slims of Boston Boston, Vereinigte Staaten 150.000 $ Teppich (Halle)        | Hana Mandlíková             | Helena Suková                   | 7:5, 6:0      |
| 26.03.  | Virginia Slims of Boston Boston, Vereinigte Staaten 150.000 $ Teppich (Halle)        | Barbara Potter Sharon Walsh | Andrea Leand Mary-Lou Piatek    | 7:6, 6:0      |

### April
| Datum 1 | Turnier                                                                                 | Siegerin                             | Finalgegnerin                  | Ergebnis      |
| ------- | --------------------------------------------------------------------------------------- | ------------------------------------ | ------------------------------ | ------------- |
| 02.04.  | USTA of Miami Miami Beach, Vereinigte Staaten 50.000 $ Sandplatz                        | Laura Arraya                         | Petra Huber                    | 6:3, 6:2      |
| 02.04.  | USTA of Miami Miami Beach, Vereinigte Staaten 50.000 $ Sandplatz                        | Pat Medrado Yvonne Vermaak           | Kate Latham Janet Newberry     | 6:3, 6:3      |
| 09.04.  | Family Circle Cup Hilton Head Island, Vereinigte Staaten 200.000 $ Sandplatz            | Chris Evert-Lloyd                    | Claudia Kohde-Kilsch           | 6:2, 6:3      |
| 09.04.  | Family Circle Cup Hilton Head Island, Vereinigte Staaten 200.000 $ Sandplatz            | Claudia Kohde-Kilsch Hana Mandlíková | Anne Hobbs Sharon Walsh        | 7:5, 6:2      |
| 16.04.  | WTA Championships Amelia Island Amelia Island, Vereinigte Staaten 250.000 $ Sandplatz   | Martina Navratilova                  | Chris Evert-Lloyd              | 6:2, 6:0      |
| 16.04.  | WTA Championships Amelia Island Amelia Island, Vereinigte Staaten 250.000 $ Sandplatz   | Kathy Jordan Anne Smith              | Anne Hobbs Mima Jaušovec       | 6:4, 3:6, 6:4 |
| 23.04.  | Taranto Tarent, Italien 50.000 $ Sandplatz                                              | Sandra Cecchini                      | Sabrina Goleš                  | 6:2, 7:5      |
| 23.04.  | Taranto Tarent, Italien 50.000 $ Sandplatz                                              | Sabrina Goleš Petra Huber            | Elisa Eliseenko Natascha Reva  | 6:3, 6:3      |
| 23.04.  | United Airlines Tournament of Champions Orlando, Vereinigte Staaten 200.000 $ Sandplatz | Martina Navratilova                  | Laura Arraya                   | 6:0, 6:1      |
| 23.04.  | United Airlines Tournament of Champions Orlando, Vereinigte Staaten 200.000 $ Sandplatz | Claudia Kohde-Kilsch Hana Mandlíková | Anne Hobbs Wendy Turnbull      | 6:0, 1:6, 6:3 |
| 23.04.  | South Africa Durban, Südafrika 50.000 $                                                 | Marcie Louie                         | Rene Uys                       | 6:1, 6:4      |
| 23.04.  | South Africa Durban, Südafrika 50.000 $                                                 | Anna Maria Fernández Marcie Louie    | Claudia Monteiro Beverly Mould | 7:5, 5:7, 6:1 |
| 30.04.  | Triumph International Johannesburg, Südafrika 10.000 $ Hartplatz                        | Chris Evert-Lloyd                    | Andrea Jaeger                  | 6:3, 6:0      |
| 30.04.  | Triumph International Johannesburg, Südafrika 10.000 $ Hartplatz                        | Rosalyn Fairbank Beverly Mould       | Sandy Collins Andrea Leand     | 6:1, 6:2      |

### Mai
| Datum 1 | Turnier                                                                   | Sieger(in)                            | Finalgegner(in)                      | Ergebnis      |
| ------- | ------------------------------------------------------------------------- | ------------------------------------- | ------------------------------------ | ------------- |
| 07.05.  | Swiss Open Lugano, Schweiz 100.000 $ Sandplatz                            | Manuela Maleewa                       | Iva Budařová                         | 6:1, 6:1      |
| 07.05.  | Swiss Open Lugano, Schweiz 100.000 $ Sandplatz                            | Christiane Jolissaint Marcella Mesker | Iva Budařová Marcela Skuherská       | 6:4, 6:3      |
| 14.05.  | German Open Berlin (West), Bundesrepublik Deutschland 150.000 $ Sandplatz | Claudia Kohde-Kilsch                  | Kathleen Horvath                     | 7:6, 6:1      |
| 14.05.  | German Open Berlin (West), Bundesrepublik Deutschland 150.000 $ Sandplatz | Anne Hobbs Candy Reynolds             | Kathleen Horvath Virginia Ruzici     | 6:3, 4:6, 7:6 |
| 21.05.  | Italian Open Perugia, Italien 150.000 $ Sandplatz                         | Manuela Maleewa                       | Chris Evert-Lloyd                    | 6:3, 6:3      |
| 21.05.  | Italian Open Perugia, Italien 150.000 $ Sandplatz                         | Iva Budařová Helena Suková            | Kathleen Horvath Virginia Ruzici     | 7:6, 1:6, 6:4 |
| 28.05.  | French Open Paris, Frankreich Grand Slam – 680.000 $ Sandplatz            | Martina Navratilova                   | Chris Evert-Lloyd                    | 6:3, 6:1      |
| 28.05.  | French Open Paris, Frankreich Grand Slam – 680.000 $ Sandplatz            | Martina Navratilova Pam Shriver       | Claudia Kohde-Kilsch Hana Mandlíková | 5:7, 6:3, 6:2 |
| 28.05.  | French Open Paris, Frankreich Grand Slam – 680.000 $ Sandplatz            | Anne Smith Dick Stockton              | Anne Minter Laurie Warder            | 6:2, 6:4      |

### Juni
| Datum 1 | Turnier                                                                        | Sieger(in)                      | Finalgegner(in)                 | Ergebnis |
| ------- | ------------------------------------------------------------------------------ | ------------------------------- | ------------------------------- | -------- |
| 11.06.  | Edgbaston Cup Birmingham, Großbritannien 125.000 $ Rasen                       | Pam Shriver                     | Anne White                      | 7:6, 6:3 |
| 11.06.  | Edgbaston Cup Birmingham, Großbritannien 125.000 $ Rasen                       | Leslie Allen Anne White         | Barbara Jordan Elizabeth Sayers | 7:5, 6:3 |
| 18.06.  | Eastbourne , Großbritannien 175.000 $ Rasen                                    | Martina Navratilova             | Kathy Jordan                    | 6:4, 6:1 |
| 18.06.  | Eastbourne , Großbritannien 175.000 $ Rasen                                    | Martina Navratilova Pam Shriver | Jo Durie Ann Kiyomura           | 6:4, 6:2 |
| 25.06.  | Wimbledon Championships Wimbledon, Großbritannien Grand Slam – 680.000 $ Rasen | Martina Navratilova             | Chris Evert-Lloyd               | 7:6, 6:2 |
| 25.06.  | Wimbledon Championships Wimbledon, Großbritannien Grand Slam – 680.000 $ Rasen | Martina Navratilova Pam Shriver | Kathy Jordan Anne Smith         | 6:3, 6:4 |
| 25.06.  | Wimbledon Championships Wimbledon, Großbritannien Grand Slam – 680.000 $ Rasen | Wendy Turnbull John Lloyd       | Kathy Jordan Steve Denton       | 6:3, 6:3 |

### Juli
| Datum 1 | Turnier                                                                      | Siegerin                           | Finalgegnerin                | Ergebnis      |
| ------- | ---------------------------------------------------------------------------- | ---------------------------------- | ---------------------------- | ------------- |
| 09.07.  | Santista Textile Open Rio de Janeiro, Brasilien 50.000 $ Hartplatz – 32E/16D | Sandra Cecchini                    | Adriana Villagrán            | 6:3, 6:3      |
| 09.07.  | Santista Textile Open Rio de Janeiro, Brasilien 50.000 $ Hartplatz – 32E/16D | Jill Hetherington Hélène Pelletier | Penny Barg Kylie Copeland    | 6:3, 2:6, 7:6 |
| 16.07.  | Federation Cup Finale São Paulo, Brasilien Hartplatz                         | Tschechoslowakei                   | Australien                   | 2:1           |
| 30.07.  | Virginia Slims of Newport Newport, Vereinigte Staaten 150.000 $ Rasen        | Martina Navratilova                | Gigi Fernández               | 6:3, 7:6      |
| 30.07.  | Virginia Slims of Newport Newport, Vereinigte Staaten 150.000 $ Rasen        | Anna Maria Fernández Peanut Louie  | Lea Antonoplis Beverly Mould | 7:5, 7:6      |

### August
| Datum 1 | Turnier                                                                 | Sieger(in)                      | Finalgegner(in)                      | Ergebnis       |
| ------- | ----------------------------------------------------------------------- | ------------------------------- | ------------------------------------ | -------------- |
| 06.08.  | U.S. Clay Courts Indianapolis, Vereinigte Staaten 200.000 $ Sandplatz   | Manuela Maleewa                 | Lisa Bonder                          | 6:4, 6:3       |
| 06.08.  | U.S. Clay Courts Indianapolis, Vereinigte Staaten 200.000 $ Sandplatz   | Beverly Mould Paula Smith       | Elise Burgin JoAnne Russell          | 6:2, 7:5       |
| 13.08.  | United Jersey Bank Mahwah, Vereinigte Staaten 150.000 $ Hartplatz       | Martina Navratilova             | Pam Shriver                          | 6:4, 4:6, 7:5  |
| 13.08.  | United Jersey Bank Mahwah, Vereinigte Staaten 150.000 $ Hartplatz       | Martina Navratilova Pam Shriver | Jo Durie Ann Kiyomura                | 7:63, 3:6, 6:2 |
| 20.08.  | Player’s Canadian Open Montreal, Kanada 200.000 $ Hartplatz             | Chris Evert-Lloyd               | Alycia Moulton                       | 6:2, 7:6       |
| 20.08.  | Player’s Canadian Open Montreal, Kanada 200.000 $ Hartplatz             | Kathy Jordan Elizabeth Sayers   | Claudia Kohde-Kilsch Hana Mandlíková | 6:1, 6:2       |
| 27.08.  | US Open New York, Vereinigte Staaten Grand Slam – 1.100.000 $ Hartplatz | Martina Navratilova             | Chris Evert-Lloyd                    | 4:6, 6:4, 6:4  |
| 27.08.  | US Open New York, Vereinigte Staaten Grand Slam – 1.100.000 $ Hartplatz | Martina Navratilova Pam Shriver | Anne Hobbs Wendy Turnbull            | 6:2, 6:4       |
| 27.08.  | US Open New York, Vereinigte Staaten Grand Slam – 1.100.000 $ Hartplatz | Manuela Maleewa Tom Gullikson   | Elizabeth Sayers John Fitzgerald     | 2:6, 7:5, 6:4  |

### September
| Datum 1 | Turnier                                                                                 | Siegerin                             | Finalgegnerin                       | Ergebnis      |
| ------- | --------------------------------------------------------------------------------------- | ------------------------------------ | ----------------------------------- | ------------- |
| 10.09.  | Ginny of Utah Salt Lake City, Vereinigte Staaten Hartplatz                              | Yvonne Vermaak                       | Terry Holladay                      | 6:1, 6:2      |
| 10.09.  | Ginny of Utah Salt Lake City, Vereinigte Staaten Hartplatz                              | Anne Minter Elizabeth Minter         | Heather Crowe Robin White           | 6:1, 6:2      |
| 17.09.  | Lynda Carter/Maybelline Classic Fort Lauderdale, Vereinigte Staaten 150.000 $ Hartplatz | Martina Navratilova                  | Michelle Torres                     | 6:1, 6:0      |
| 17.09.  | Lynda Carter/Maybelline Classic Fort Lauderdale, Vereinigte Staaten 150.000 $ Hartplatz | Martina Navratilova Elizabeth Sayers | Barbara Potter Sharon Walsh         | 2:6, 6:2, 6:3 |
| 17.09.  | Ginny of San Diego San Diego, Vereinigte Staaten 50.000 $ Hartplatz                     | Debbie Spence                        | Betsy Nagelsen                      | 6:3, 6:7, 6:4 |
| 17.09.  | Ginny of San Diego San Diego, Vereinigte Staaten 50.000 $ Hartplatz                     | Betsy Nagelsen Paula Smith           | Terry Holladay Iwona Kuczyńska      | 6:2, 6:4      |
| 24.09.  | Central Fidelity Banks International Richmond, Vereinigte Staaten 50.000 $ Hartplatz    | JoAnne Russell                       | Michaela Washington                 | 6:2, 4:6, 6:2 |
| 24.09.  | Central Fidelity Banks International Richmond, Vereinigte Staaten 50.000 $ Hartplatz    | Elizabeth Minter JoAnne Russell      | Jennifer Mundel Felicia Raschiatore | 6:4, 3:6, 7:6 |
| 24.09.  | Virginia Slims of New Orleans New Orleans, Vereinigte Staaten 150.000 $ Teppich (Halle) | Martina Navratilova                  | Zina Garrison                       | 6:4, 6:3      |
| 24.09.  | Virginia Slims of New Orleans New Orleans, Vereinigte Staaten 150.000 $ Teppich (Halle) | Martina Navratilova Pam Shriver      | Wendy Turnbull Sharon Walsh         | 6:4, 6:1      |

### Oktober
| Datum 1 | Turnier                                                                                | Siegerin                           | Finalgegnerin                        | Ergebnis      |
| ------- | -------------------------------------------------------------------------------------- | ---------------------------------- | ------------------------------------ | ------------- |
| 01.10.  | Virginia Slims of Los Angeles Manhattan Beach, Vereinigte Staaten 150.000 $ Hartplatz  | Chris Evert-Lloyd                  | Wendy Turnbull                       | 6:2, 6:3      |
| 01.10.  | Virginia Slims of Los Angeles Manhattan Beach, Vereinigte Staaten 150.000 $ Hartplatz  | Chris Evert-Lloyd Wendy Turnbull   | Bettina Bunge Eva Pfaff              | 6:2, 6:4      |
| 01.10.  | Borden Classic Tokio, Japan 50.000 $ Hartplatz                                         | Etsuko Inoue                       | Beth Herr                            | 6:0, 6:0      |
| 01.10.  | Borden Classic Tokio, Japan 50.000 $ Hartplatz                                         | Mercedes Paz Ronni Reis            | Emilse Longo Adriana Villagrán       | 6:4, 7:5      |
| 08.10.  | Florida Federal Open Tampa, Vereinigte Staaten 150.000 $ Hartplatz                     | Michelle Casati                    | Caling Bassett                       | 6:1, 7:6      |
| 08.10.  | Florida Federal Open Tampa, Vereinigte Staaten 150.000 $ Hartplatz                     | Carling Bassett Elizabeth Sayers   | Mary-Lou Piatek Wendy White          | 6:4, 6:3      |
| 08.10.  | Japan Open Tokio, Japan 50.000 $ Hartplatz                                             | Lilian Drescher                    | Shawn Foltz                          | 6:4, 6:2      |
| 08.10.  | Japan Open Tokio, Japan 50.000 $ Hartplatz                                             | Betsy Nagelsen Candy Reynolds      | Emilse Longo Adriana Villagrán       | 6:3, 6:2      |
| 15.10.  | Porsche Grand Prix Filderstadt, Bundesrepublik Deutschland 150.000 $ Hartplatz (Halle) | Catarina Lindqvist                 | Steffi Graf                          | 6:1, 6:4      |
| 15.10.  | Porsche Grand Prix Filderstadt, Bundesrepublik Deutschland 150.000 $ Hartplatz (Halle) | Claudia Kohde-Kilsch Helena Suková | Bettina Bunge Eva Pfaff              | 6:2, 4:6, 6:3 |
| 22.10.  | Daihatsu Challenge Brighton, Großbritannien 175.000 $ Teppich (Halle)                  | Sylvia Hanika                      | JoAnne Russell                       | 6:3, 1:6, 6:2 |
| 22.10.  | Daihatsu Challenge Brighton, Großbritannien 175.000 $ Teppich (Halle)                  | Alycia Moulton Paula Smith         | Barbara Potter Sharon Walsh          | 6:7, 6:3, 7:5 |
| 29.10.  | European Open Zürich, Schweiz 150.000 $ Teppich (Halle)                                | Zina Garrison                      | Claudia Kohde-Kilsch                 | 6:1, 0:6, 6:2 |
| 29.10.  | European Open Zürich, Schweiz 150.000 $ Teppich (Halle)                                | Andrea Leand Andrea Temesvári      | Claudia Kohde-Kilsch Hana Mandlíková | 6:1, 6:3      |

### November
| Datum 1 | Turnier                                                                | Siegerin                           | Finalgegnerin                      | Ergebnis      |
| ------- | ---------------------------------------------------------------------- | ---------------------------------- | ---------------------------------- | ------------- |
| 12.11.  | Lion’s Cup Tokio, Japan 200.000 $ Teppich (Halle)                      | Manuela Maleewa                    | Hana Mandlíková                    | 6:1, 1:6, 6:4 |
| 18.11.  | National Panasonic Open Brisbane, Australien 150.000 $ Rasen – 56E/32D | Helena Suková                      | Elizabeth Sayers                   | 6:4, 6:4      |
| 18.11.  | National Panasonic Open Brisbane, Australien 150.000 $ Rasen – 56E/32D | Martina Navratilova Pam Shriver    | Bettina Bunge Eva Pfaff            | 6:3, 6:2      |
| 19.11.  | NSW Building Society Sydney, Australien 150.000 $ Rasen – 56E/32D      | Martina Navratilova                | Ann Henricksson                    | 6:1, 6:1      |
| 19.11.  | NSW Building Society Sydney, Australien 150.000 $ Rasen – 56E/32D      | Claudia Kohde-Kilsch Helena Suková | Wendy Turnbull Sharon Walsh        | 6:2, 7:6      |
| 26.11.  | Australian Open Melbourne, Australien Grand Slam – 645.000 $ Rasen     | Chris Evert-Lloyd                  | Helena Suková                      | 6:7, 6:1, 6:3 |
| 26.11.  | Australian Open Melbourne, Australien Grand Slam – 645.000 $ Rasen     | Martina Navratilova Pam Shriver    | Claudia Kohde-Kilsch Helena Suková | 6:3, 6:4      |

### Dezember
| Datum 1 | Turnier                                            | Siegerin                           | Finalgegnerin                      | Ergebnis      |
| ------- | -------------------------------------------------- | ---------------------------------- | ---------------------------------- | ------------- |
| 10.12.  | Pan Pacific Tokio, Japan 250.000 $ Teppich (Halle) | Manuela Maleewa                    | Claudia Kohde-Kilsch               | 3:6, 6:4, 6:4 |
| 10.12.  | Pan Pacific Tokio, Japan 250.000 $ Teppich (Halle) | Claudia Kohde-Kilsch Helena Suková | Elizabeth Smylie Catherine Tanvier | 6:4, 6:1      |